# Cvičák
Cvičák je přírodní památka nacházející se na severním okraji města Český Krumlov v chráněné krajinné oblasti Blanský les v České republice. Název Cvičák je odvozen z toho, že oblast dříve sloužila jako vojenské cvičiště.
Do přírodní památky patří tři bezlesé vrcholy a zalesněný vrch Liščí hory. Rozloha přírodní památky je přibližně 62 hektarů. Vyskytují se tam například společenstva širokolistých suchých trávníků, porosty vápnomilných bučin, rozptýlené porosty dřevin a středo-evropských bazifilních teplomilných doubrav a také vzácné a ohrožené druhy živočichů jako např. populace motýlů přástevníka kostivalového, modráska hnědoskvrnného, okáče kluběnkového a různých ptáků. Žijí tam mimo jiné ťuhýk obecný a krutihlav obecný.

## Lokalita
Cvičák se nachází na travnaté ploše na vápencovém podkladu poblíž Českého Krumlova. Jde o přírodní památku umístěnou na ploše cca 62 hektarů v jižní části chráněné krajinné oblasti Blanský les. Je to druhé nejrozlehlejší maloplošné chráněné území v CHKO Blanský les.

## Historie
V minulosti na území, kde se teď nachází přírodní památka, byly velké třešňové sady, z nichž některé staré stromy se zachovaly, přestože dané území dlouhou dobu sloužilo jako vojenské cvičiště. Kvůli tomu větší část území památky nebyla zalesněna. Na začátku roku 2017 správa CHKO Blanský les vyhlásila na tomto území novou přírodní památku. Předchozího využití lokality bylo připomenuto názvem nově vyhlášené památky.
Dne 4. listopadu 2017 dobrovolníci ze společnosti Schwan Cosmetics vysadili v přírodní památce Cvičák ovocné stromky. Zajímavé je, že tato společnost poskytla danou službu jako kompenzaci za vyrobené dřevěné kosmetické tužky. Celkem bylo vysazeno sedmdesát třešní. Potřebný materiál zajistily odborné firmy. Správa CHKO Blanský les také slíbila, že bude v péči o vysázené stromky pokračovat.

## Ochrana
Vyhlášením přírodní památky nedochází k žádným změnám v současném využívání. Volný pohyb osob a sběr lesních plodů je stále povolen. V letech 2017–2018 proběhla (nebo proběhne v blízkém budoucnu) výsadba ovocných dřevin, údržba sítě cest, kosení bezlesých ploch, vybudování umělých ukrytí pro obojživelníky. Cílem dané přírodní památky je udržení v této lokalitě klidové a rekreační zóny a zachování přírody v okresu Blanského Lesu. Petr Lepší při pohovoru zdůraznil, že nejdůležitější je ochrana vzácných druhů motýlů a ptáků.

## Přírodní poměry

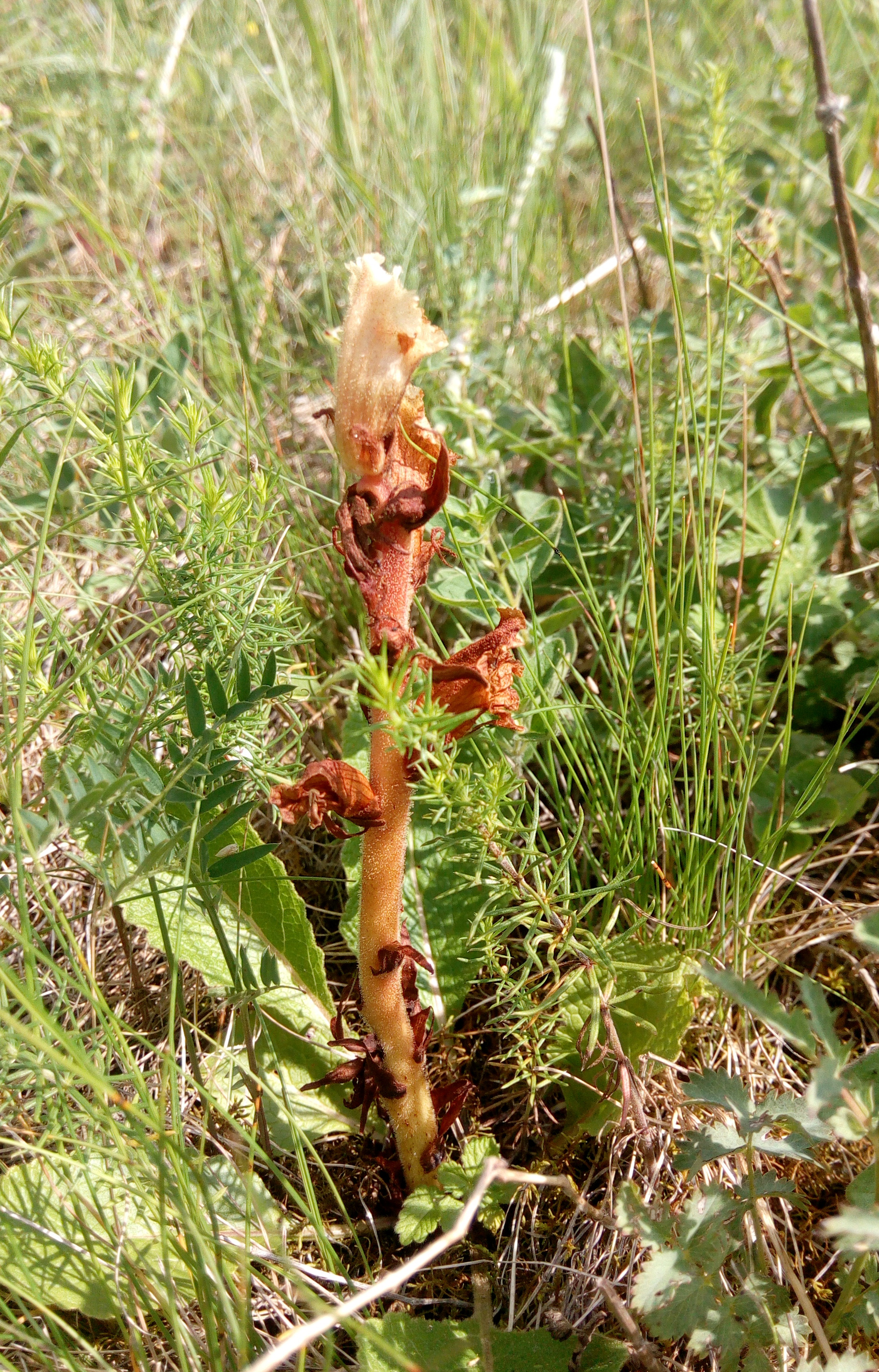
Cizopasná záraza bílá

### Flora
Na území památky roste velké množství vzácných a ohrožených druhů rostlin. Typickými rostlinami Cvičáku jsou oman vrbolistý (Inula salicina), bělozářka větevnatá (Anthericum ramosum), válečka prapořitá (Brachypodium pinnatum) a kruštík tmavočervený (Epipactis atrorubens).

### Fauna
- Motýli: přástevník kostivalový (Euplagia quadripunctaria), modrásek hnědoskvrnný (Polyommatus daphnis), okáč kluběnkový (Erebia aethiops)[5]
- Ptáci: pěnice vlašská (Sylvia nisoria), ťuhýk obecný (Lanius collurio), krutihlav obecný (Jynx torquilla)[5]
- Plazi: slepýš křehký (Anguis fragilis)[4]

## Turismus
V roce 2017 Cvičák ještě není turisticky atraktivní lokalitou, ale v blízké budoucnosti se plánuje vybudování naučné stezky. Můžeme očekávat nárůst zajmu o výlety do této oblasti, která se může stát velmi zajímavou přírodní památkou pro biology a obyčejné turisty a milovníky přírody.

## Další fotografie

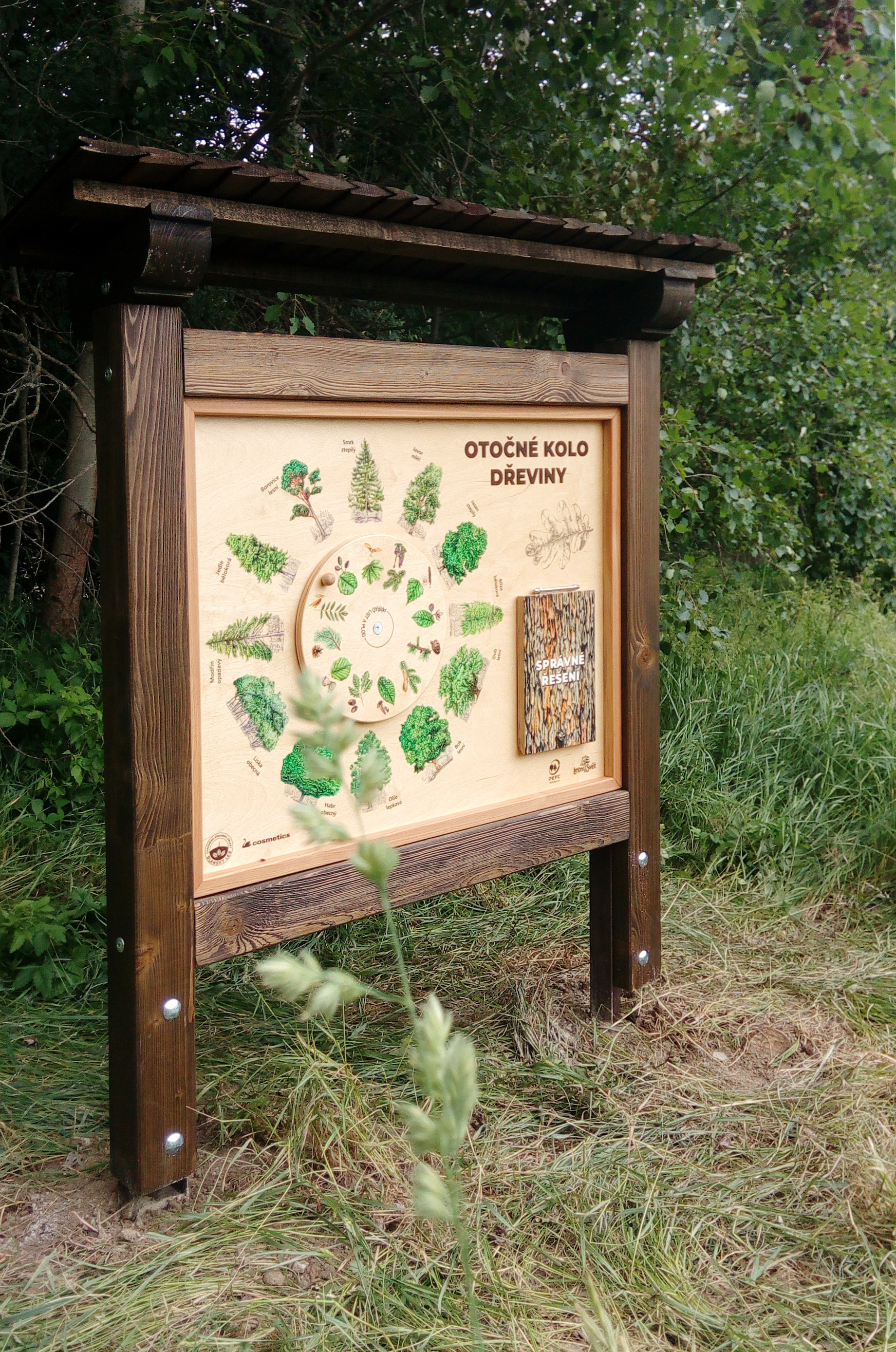
Jedna z informačních tabulí
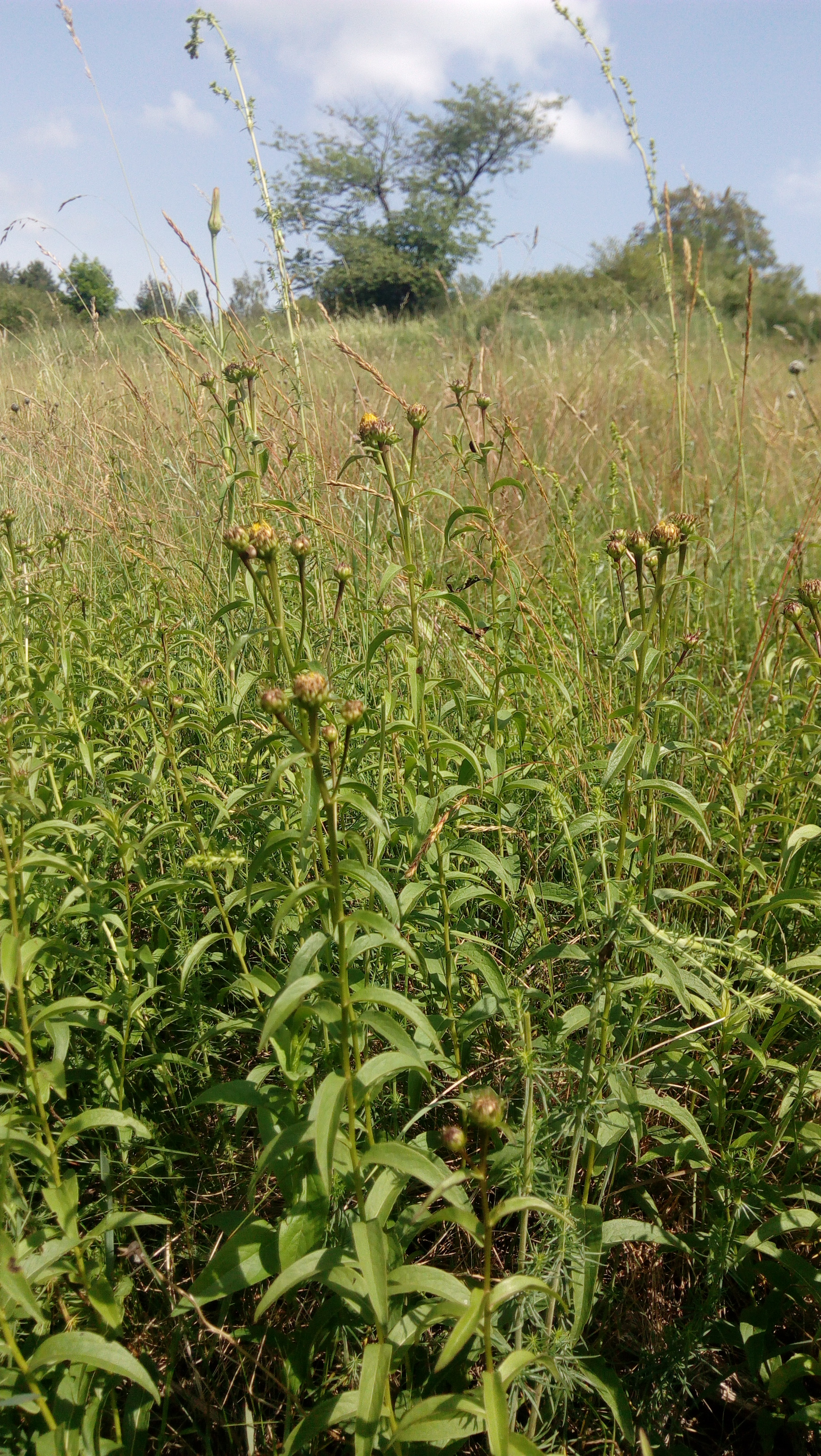
Oman vrbolistý na začátku květu
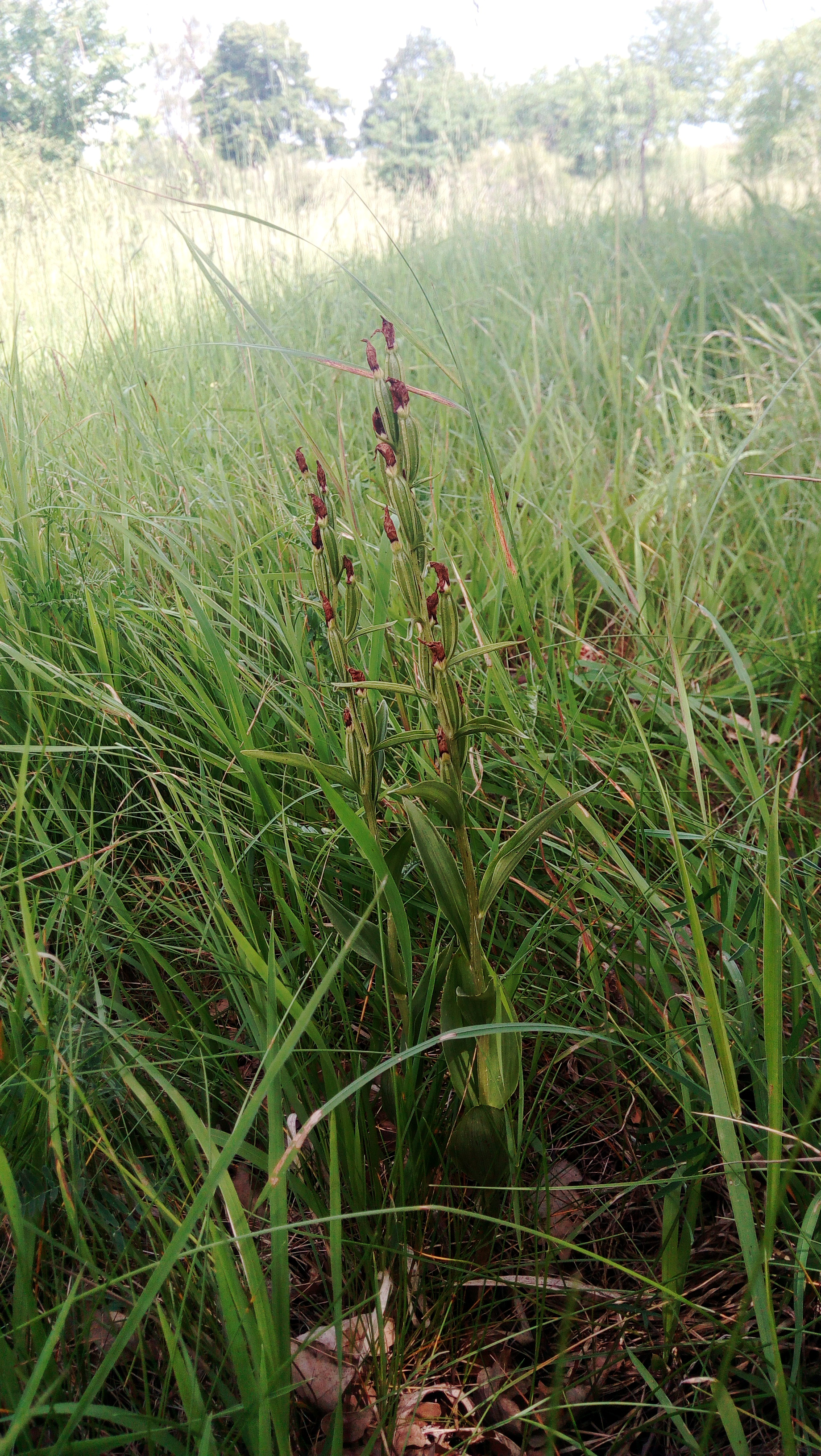
Odkvetlá orchidej kruštík tmavočervený
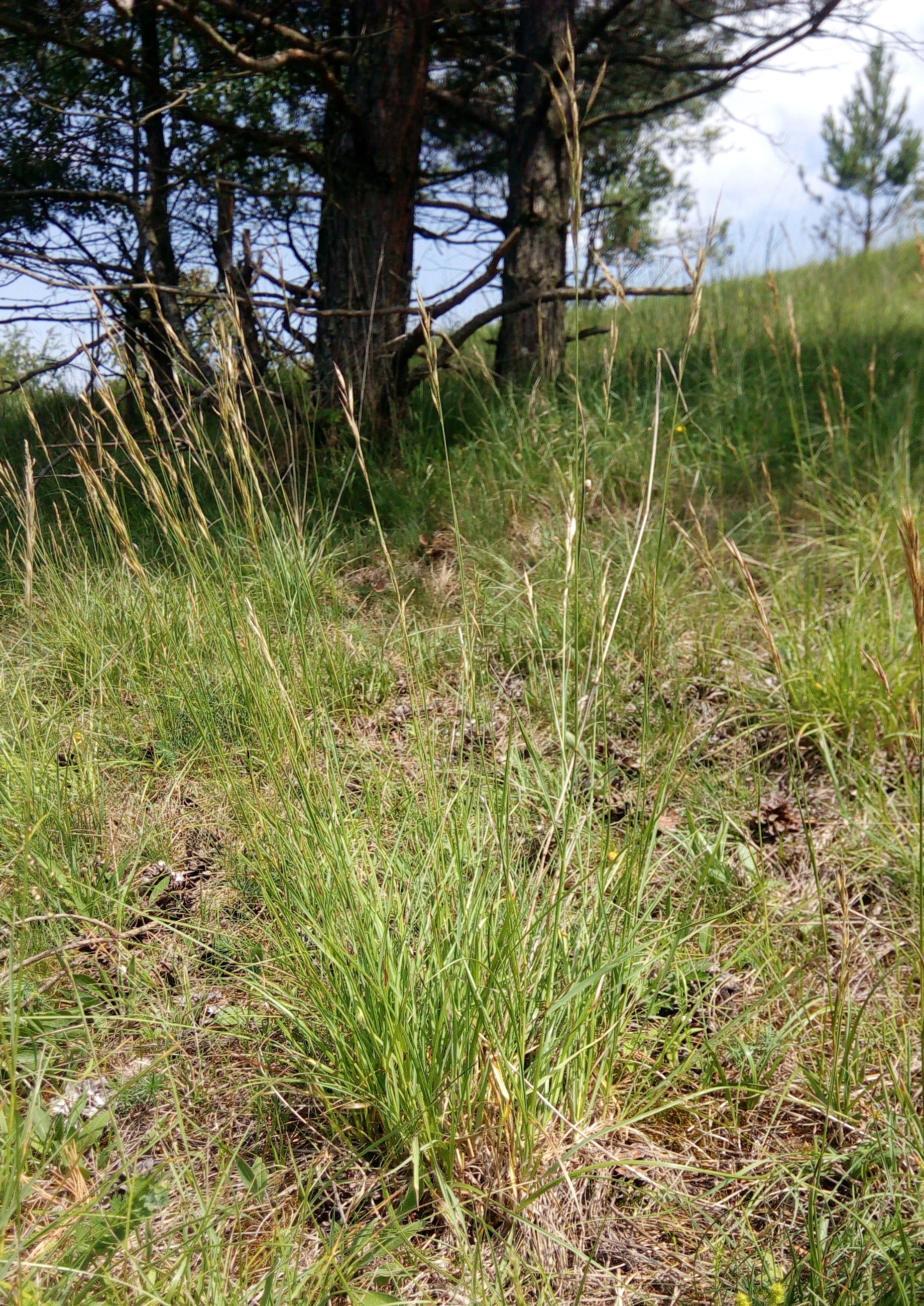
Válečka prapořitá
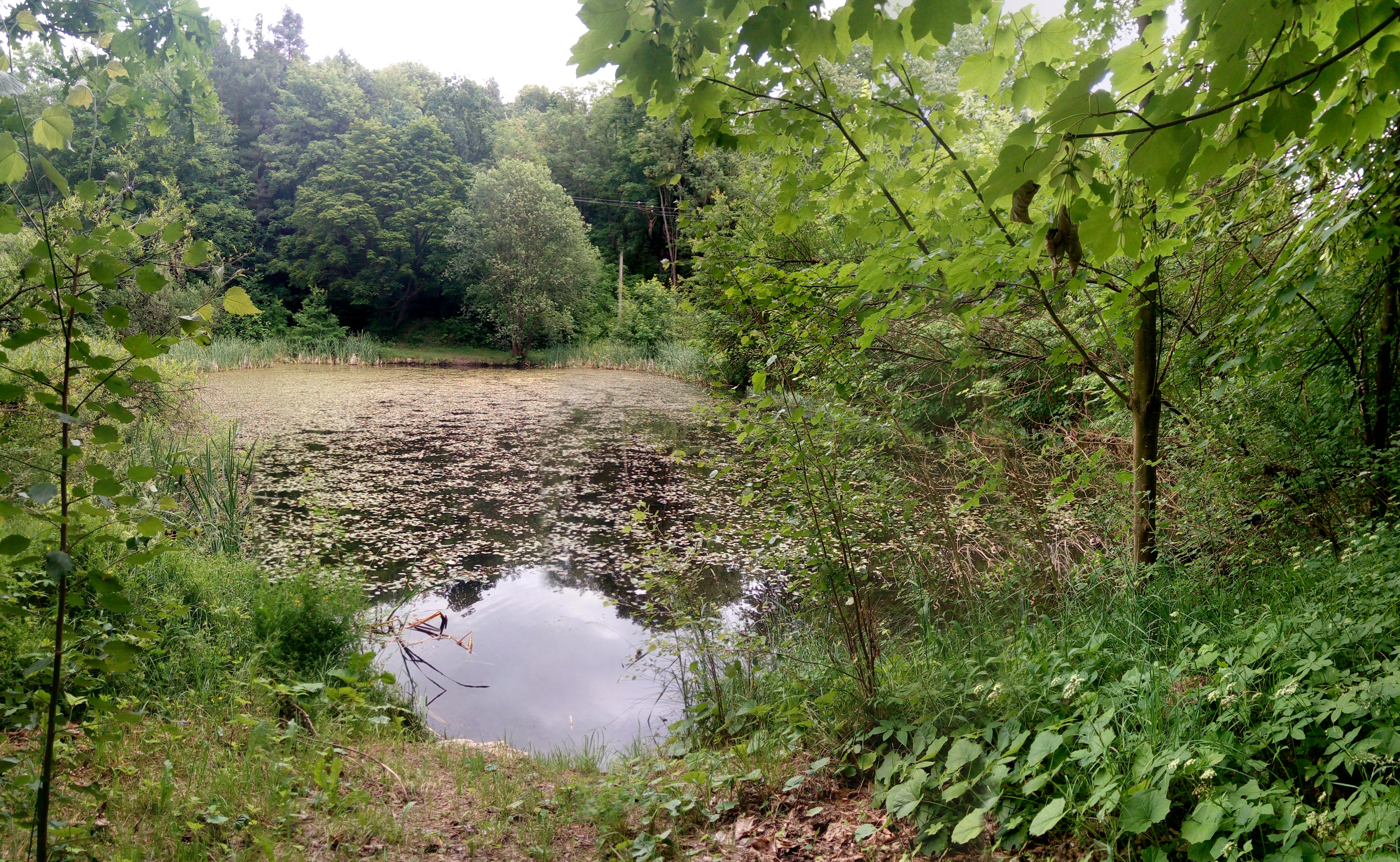
Rybník v PP Cvičák
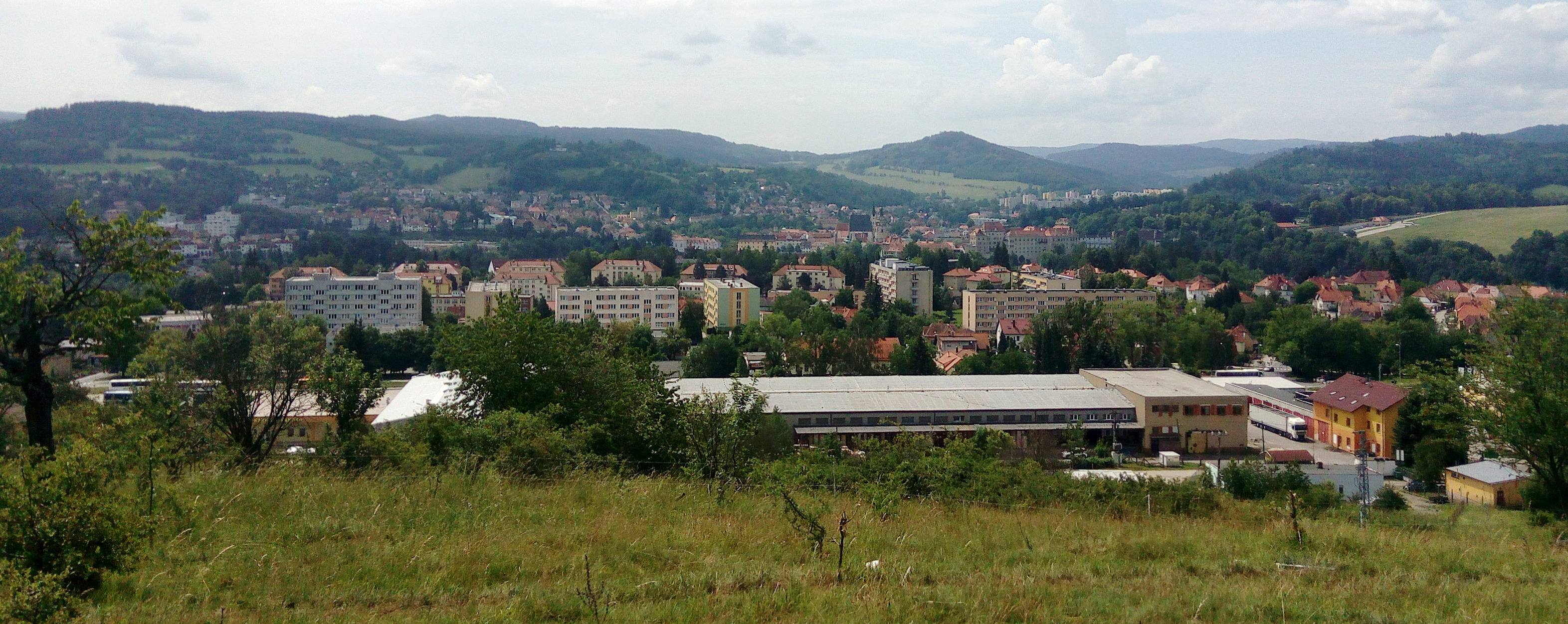
Pohled na Český Krumlov z jižní části Cvičáku
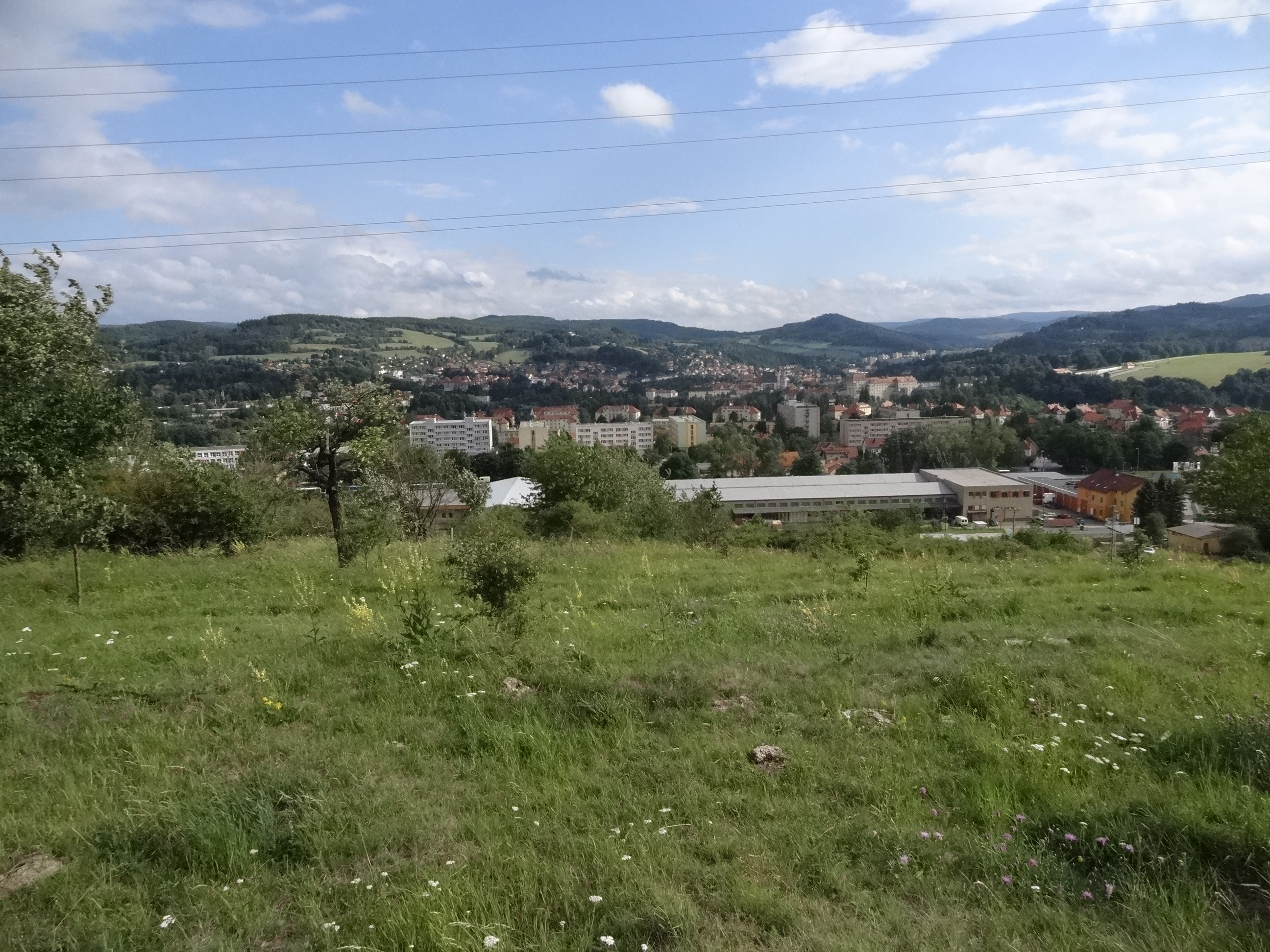
Jiný pohled k Českému Krumlovu
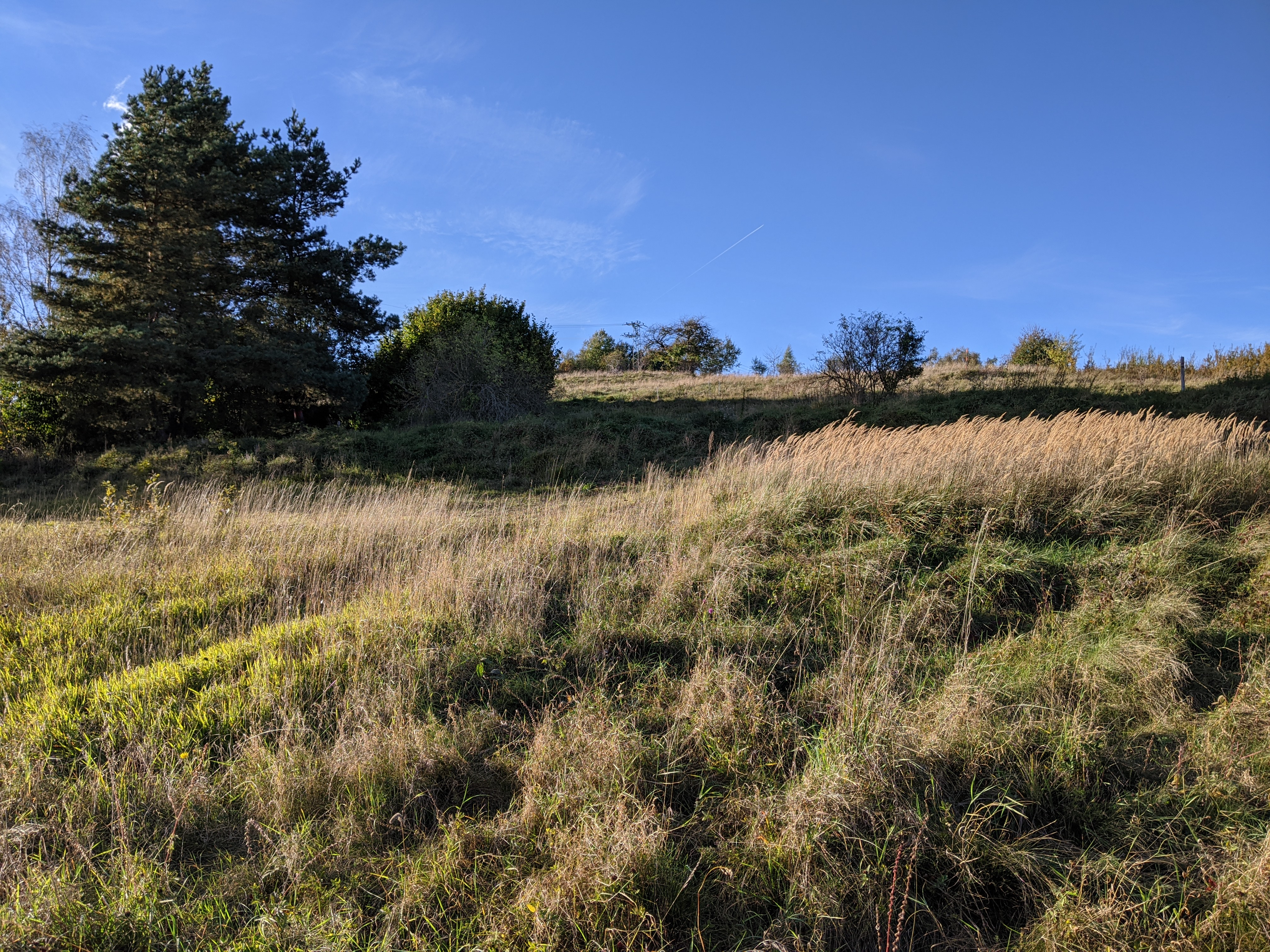
Louky na jižním okraji chráněného území
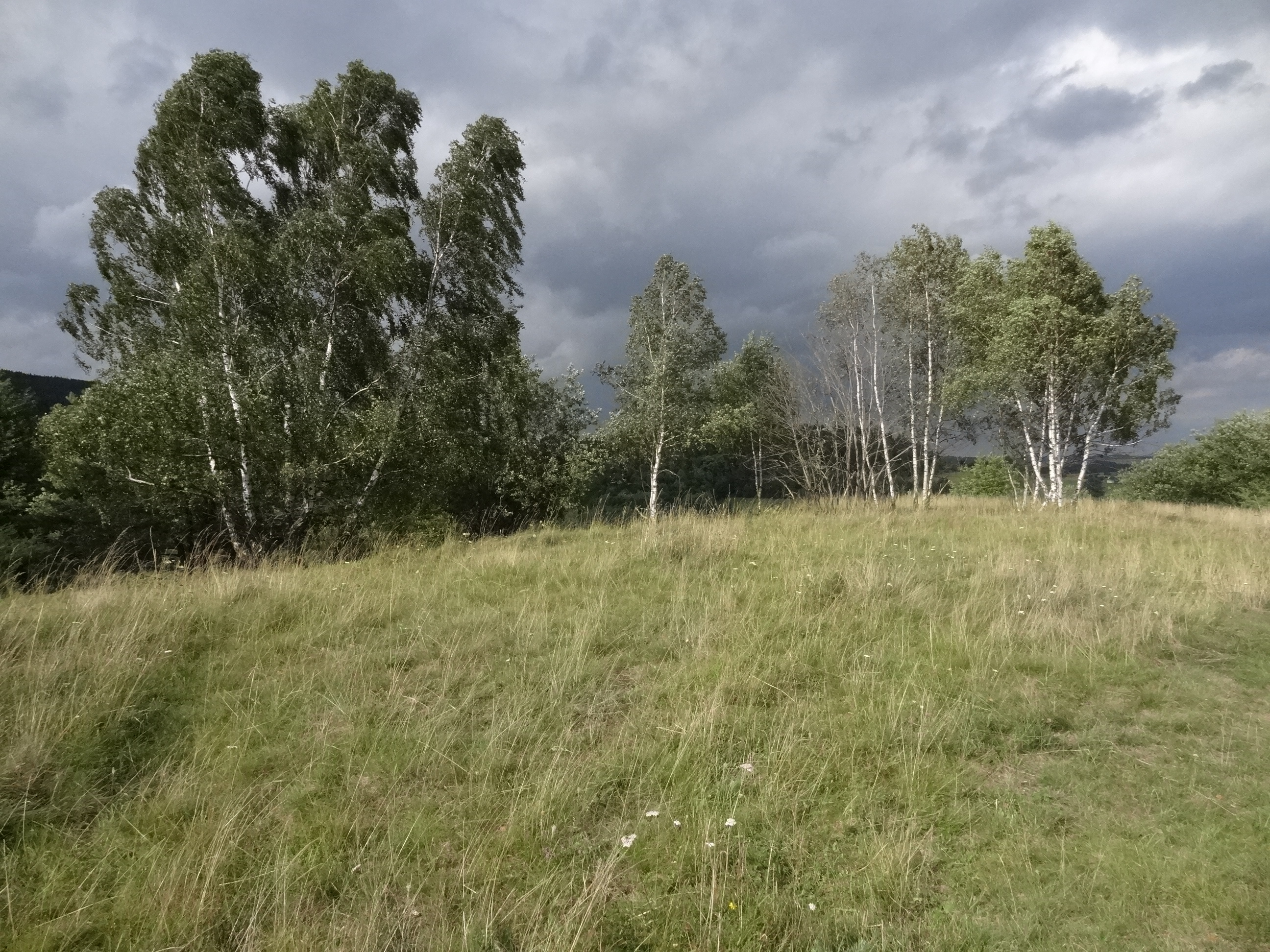
Louky v chráněném území
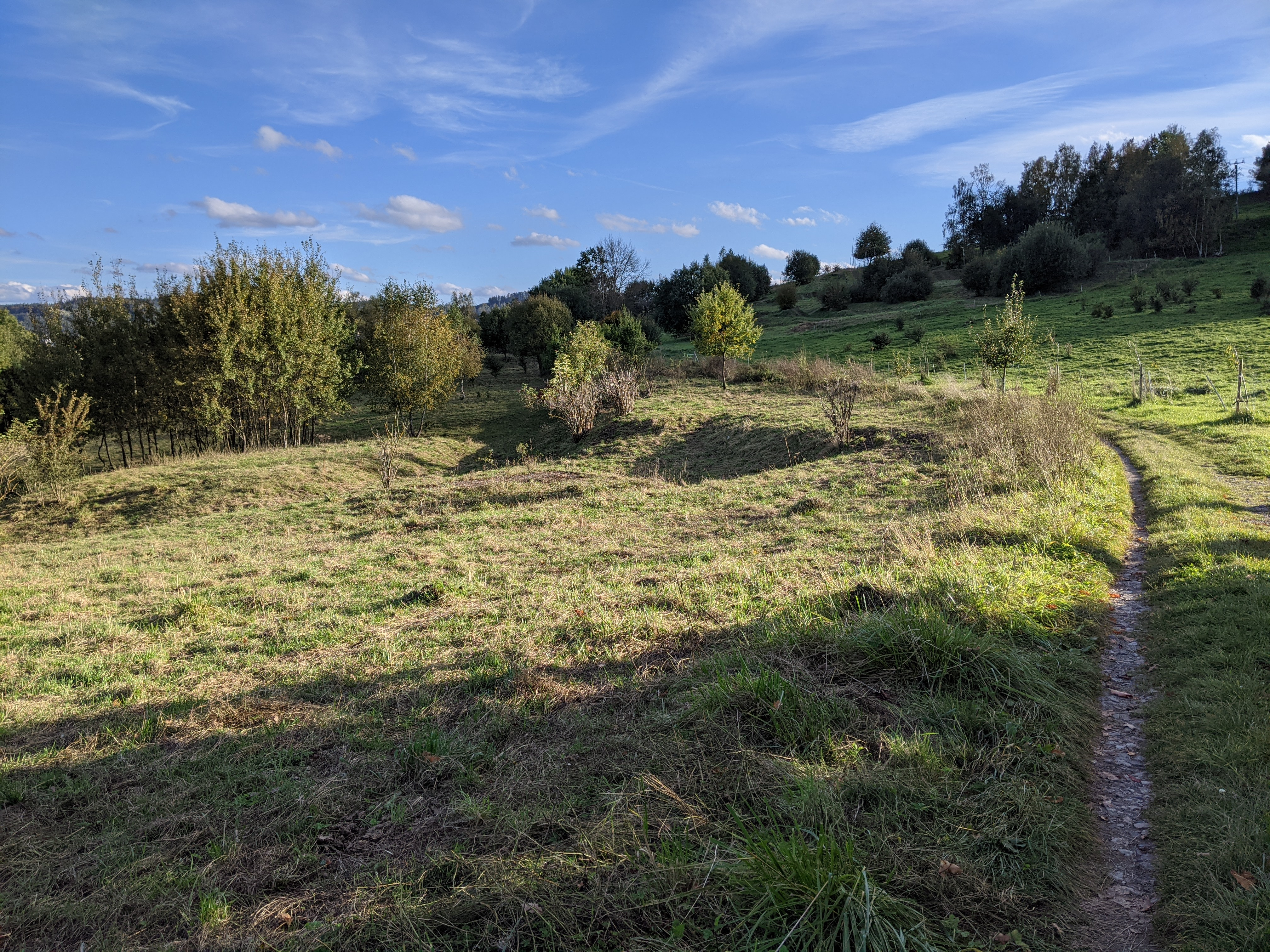
Cesta k rybníčku na Novém potoce
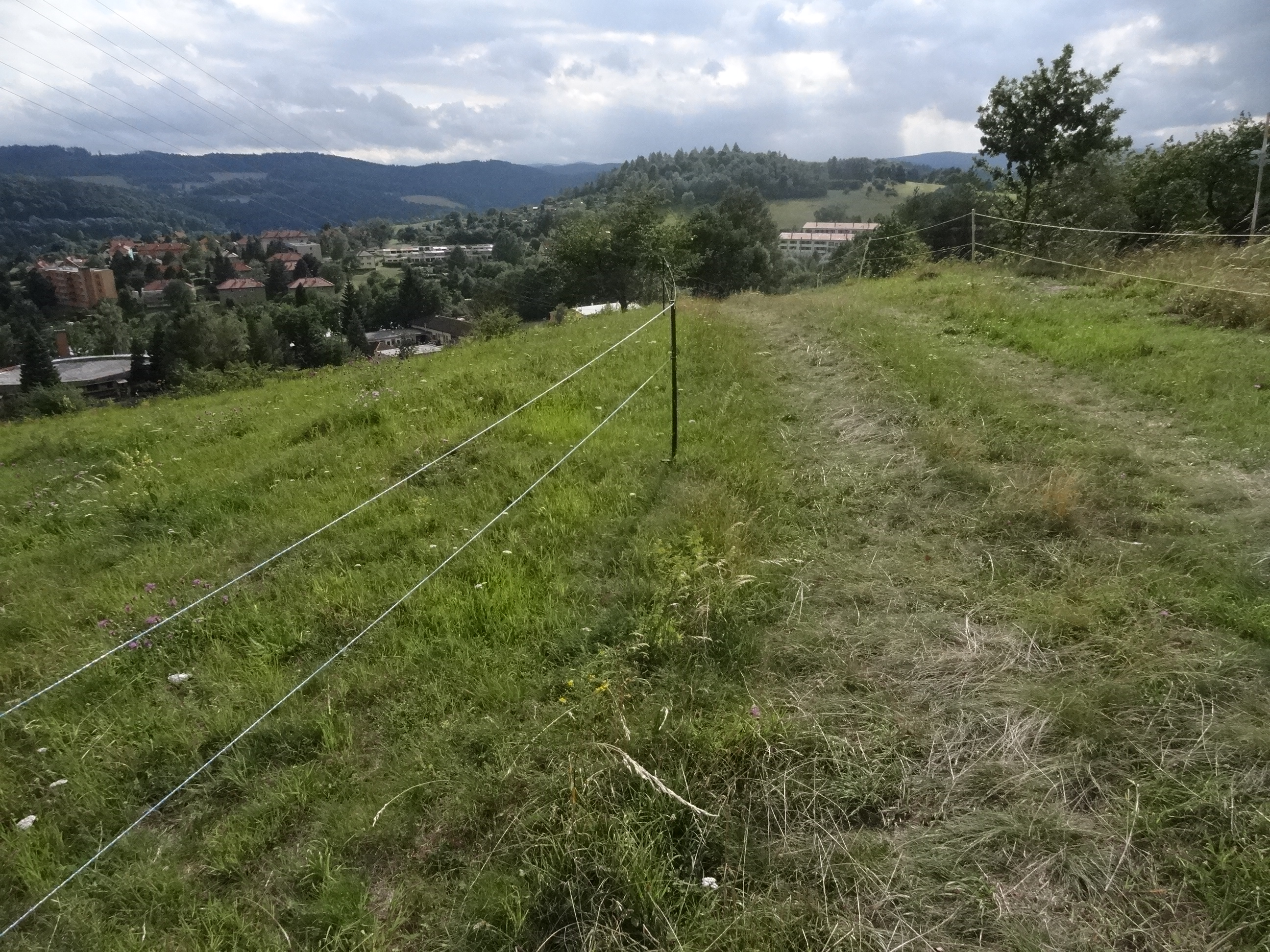
Cesta v chráněném území
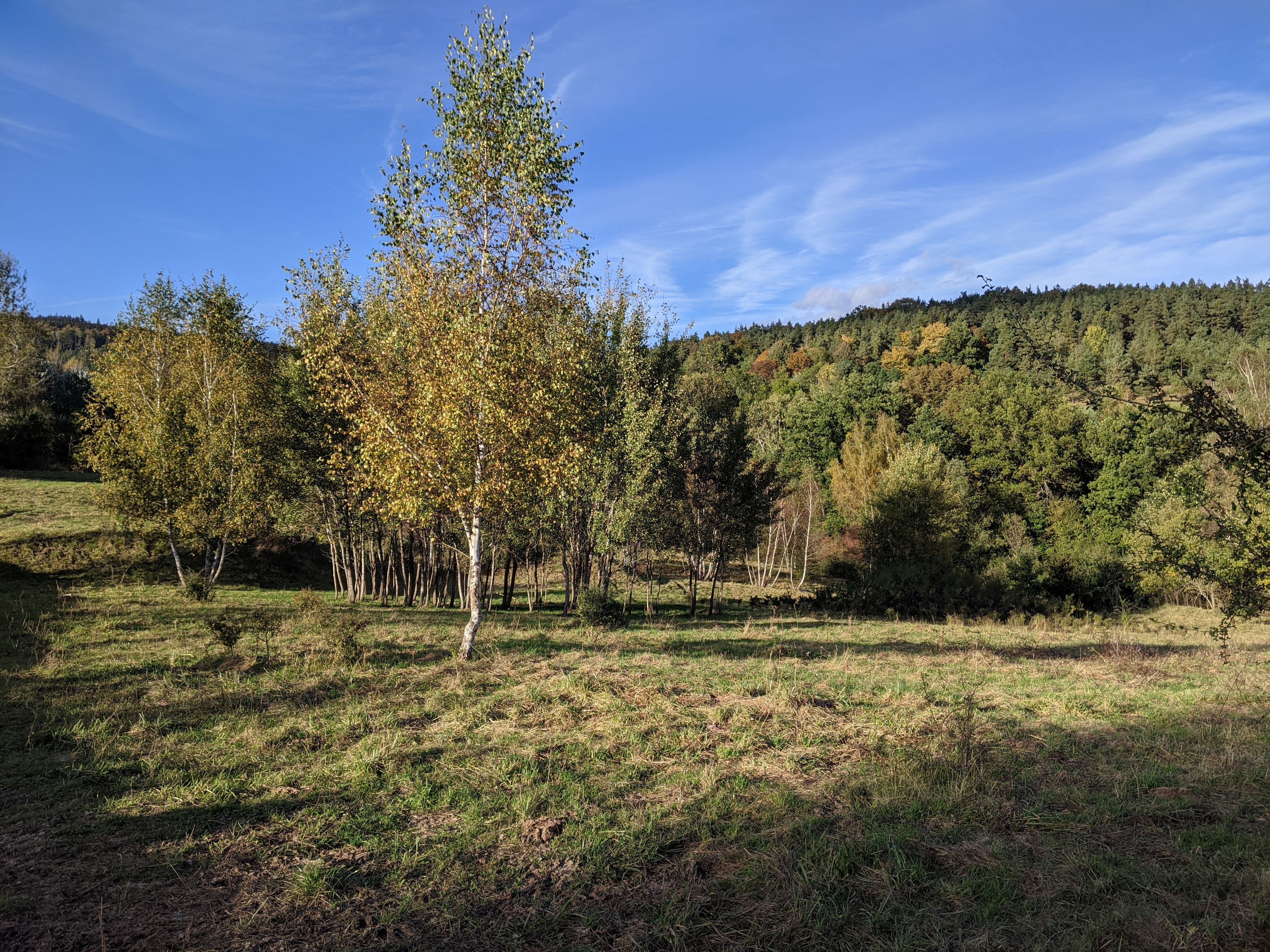
Stráně údolí Nového potoka